# 金羊毛计划
“金羊毛计划”是由豆瓣推出的，为音乐人提供服务的互联网产品。
“金羊毛计划”是中国大陆第一个以直接、透明的方式为音乐人的作品在线播放付费的项目。豆瓣将与音乐人分享作品在线播放所带来的广告净收益，按照作品的播放次数为音乐人支付费用。费用计算方式为1元/千次播放。音乐人会拥有一个管理后台，可以管理授权协议、绑定收款帐号、管理歌曲、查看每日播放统计及版权收入等，歌曲的版权收入每月结算一次，将自动转账至绑定的帐号内。

## 历史
金羊毛于2014年9月16日上线。截至2014年9月18日，已经有40位音乐人加入“金羊毛计划”。